# 裴圩镇
裴圩镇，是中华人民共和国江苏省宿迁市泗阳县下辖的一个乡镇级行政单位。

## 行政区划
裴圩镇下辖以下地区：
裴圩社区、单庄社区、三河社区、东高社区、黄圩社区、营顶村、陶万村、陈集村、和平村、陈石村、西沙村、东沙村、新四村、东南村、砂嘴村、瓦房村、倪东村和大众村。